# Cécile Storti
Cécile Storti (* 5. April 1983 in Évian-les-Bains) ist eine ehemalige französische Skilangläuferin.

## Karriere
Storti trat von 1999 bis 2010 an Wettbewerben der Fédération Internationale de Ski an. Bei den Juniorenweltmeisterschaften 2001 im polnischen Karpacz wurde sie 30. über 5 Kilometer in der freien Technik und 32. im Sprint. Bei den Nordischen Junioren-Skiweltmeisterschaften 2002 in Schonach gewann sie Silber über 5 km Freistil. Ihr erstes Weltcuprennen lief sie im Dezember 2003 in Davos in der Staffel, welches sie auf den achten Rang beendete. Am 6. Februar 2004 startete sie in La Clusaz über zehn Kilometer in der freien Technik erstmals bei einem Weltcupeinzelrennen und wurde 47. von 54 Läuferinnen. Ihre ersten Weltcuppunkte erlief sie sich 5. Dezember 2004 in Bern mit einem elften Platz im Teamsprint. Bei den nordischen Skiweltmeisterschaften 2005 in Oberstdorf belegte sie den 30. Platz über 10 km Freistil und den neunten Rang mit der Staffel. Im Dezember 2005 holte sie in Canmore mit dem 16. Platz über 10 km Freistil ihre ersten Weltcuppunkte. Dies war auch ihre beste Platzierung in einem Weltcupeinzelrennen. Bei den Olympischen Winterspielen 2006 in Pragelato errang sie mit der Staffel den neunten Platz. Den 42. Rang erreichte sie im Verfolgungsrennen über 15 Kilometer bei den nordischen Skiweltmeisterschaften 2009 in Liberec, während sie im Massenstartrennen über 30 Kilometer das Ziel nicht erreichte. Die Tour de Ski 2009/10 beendete sie auf den 32. Platz in der Gesamtwertung. Nach den Olympischen Winterspielen 2010 in Vancouver, bei denen sie den 44. Platz im 15-km-Verfolgungsrennen und den sechsten Platz mit der Staffel belegte, beendete sie ihre Karriere.

## Weltcup-Statistik
Die Tabelle zeigt die erreichten Platzierungen im Einzelnen.
- 1.–3. Platz: Anzahl der Podiumsplatzierungen
- Top 10: Anzahl der Platzierungen unter den ersten zehn
- Punkteränge: Anzahl der Platzierungen innerhalb der Punkteränge
- Starts: Anzahl gelaufener Rennen in der jeweiligen Disziplin
- Hinweis: Bei den Distanzrennen erfolgt die Einordnung gemäß FIS.

| Platzierung         | Distanzrennen a | Distanzrennen a | Distanzrennen a | Distanzrennen a | Distanzrennen a | Skiathlon Verfolgung | Sprint | Etappen- rennen b | Gesamt | Team c | Team c  |
| Platzierung         | ≤ 5 km          | ≤ 10 km         | ≤ 15 km         | ≤ 30 km         | > 30 km         | Skiathlon Verfolgung | Sprint | Etappen- rennen b | Gesamt | Sprint | Staffel |
| ------------------- | --------------- | --------------- | --------------- | --------------- | --------------- | -------------------- | ------ | ----------------- | ------ | ------ | ------- |
| 1. Platz            |                 |                 |                 |                 |                 |                      |        |                   |        |        |         |
| 2. Platz            |                 |                 |                 |                 |                 |                      |        |                   |        |        |         |
| 3. Platz            |                 |                 |                 |                 |                 |                      |        |                   |        |        |         |
| Top 10              |                 |                 |                 |                 |                 |                      |        |                   |        |        | 7       |
| Punkteränge         |                 | 2               | 1               |                 |                 | 2                    |        |                   | 5      | 1      | 8       |
| Starts              | 2               | 14              | 3               | 1               |                 | 6                    | 3      | 1                 | 30     | 1      | 8       |
| Stand: Karriereende |                 |                 |                 |                 |                 |                      |        |                   |        |        |         |